# Residuos sólidos urbanos en Argentina

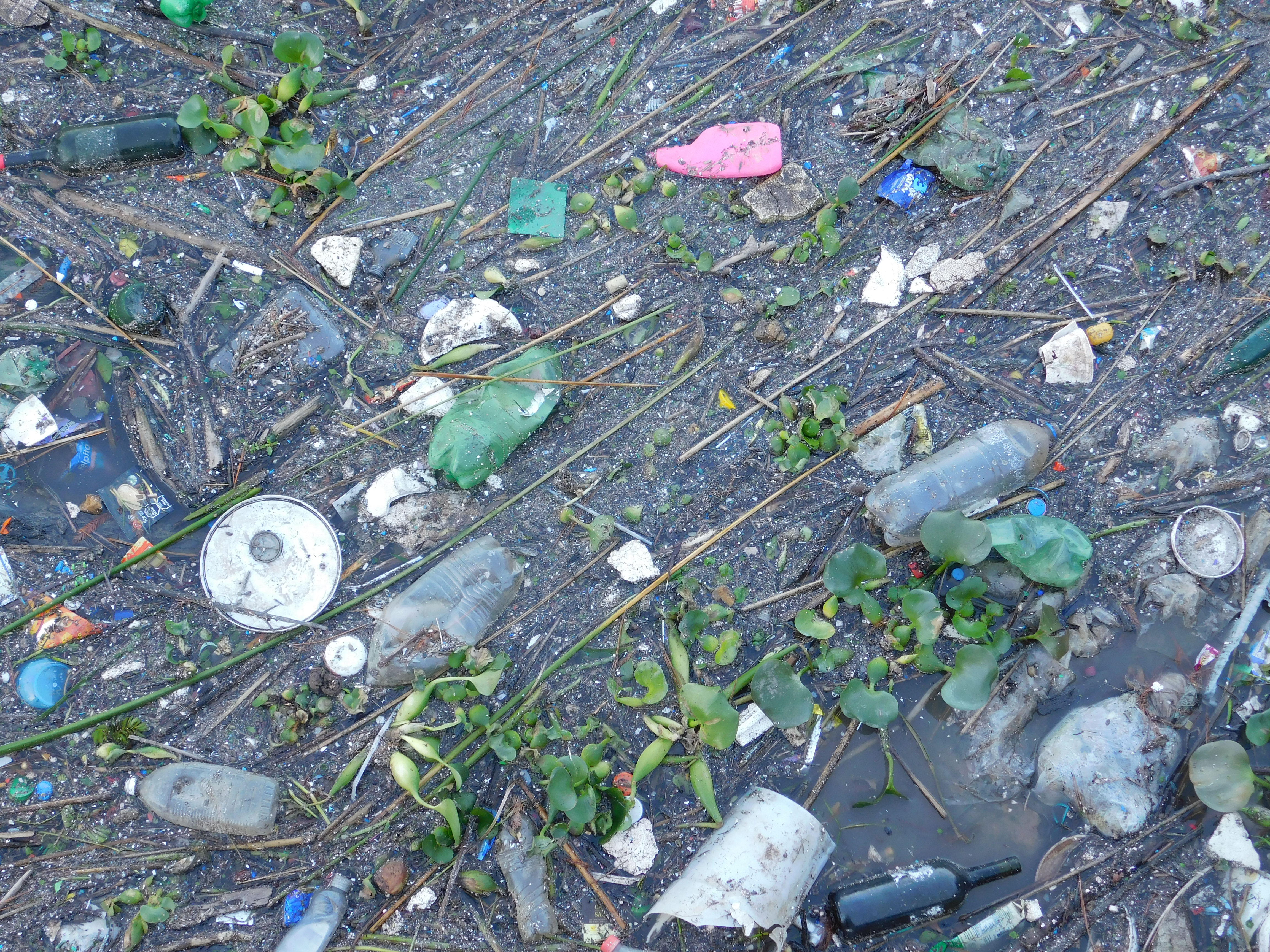
Residuos sólidos urbanos que terminan en los ríos. Foto tomada en costa de Río Luján en San Fernando, Bs.As. en el mes de mayo de 2025.

Los residuos sólidos urbanos en Argentina son el total de residuos, desperdicios o basura que se generan en las zonas urbanas de la República Argentina. Las cifras oficiales estiman que el 64,7% de la basura se destina para disposición final en rellenos sanitarios, y que cada habitante genera alrededor de 1,15kg de basura por día. El 30% de los residuos urbanos en Argentina son envases, lo cual ha llevado a plantear la necesidad de una ley de envases. Parte de estos envases terminan en los afluentes y se han detectado niveles crecientes de microplásticos de origen secundario, es decir que corresponden a objetos de plástico más grandes, como bolsas, botellas de plástico y telgopor, en distintos ríos de Argentina e incluso en el mar argentino.

## Producción de basura por región
La población, altamente concentrada en el sector urbano (90%), reporta una cobertura de recolección de RSU del 99,8%, una tasa de disposición final en rellenos sanitarios del 64,7% y una tasa de generación de 1,15 kg/hab/día de RSU (BID-AIDIS-OPS). La cobertura de disposición final en RS del 64,7% de la población esconde inequidades geográficas. Esta cobertura es menor en las regiones Norte (50,1%) y Cuyo-Mesopotamia (15,2%), siendo que en el resto del país es de 79,4%. El remanente 35,3% de la población cuenta con una disposición final inadecuada: 9,9% en vertederos controlados, 24,6% en basurales a cielo abierto.
La disposición final del 45% de la población es atendida mediante servicio municipal directo, contratos de servicios que cubren al 24% y otras modalidades que cubren al 31%.

### Ciudad de Buenos Aires
Según un informe realizado por un equipo del Gobierno de la Ciudad de Buenos Aires, el total de los residuos sólidos recibidos enviados al CEAMSE por día era de 4.758 toneladas.
Si a eso se suman las estimadas 500 toneladas por día que recolecta el circuito informal (cartoneros, cooperativas y ONG como la fundación Garrahan) y las 4,3 toneladas que en esa fecha se recolectaba de manera diferenciada, da como resultado un total diario de 5.350 toneladas de basura.
El costo estimado de cada tonelada depositada en el relleno sanitario es de 50 dólares más IVA; con lo cual, la separación en origen de los residuos, la recolección diferenciada y el desvío de los materiales reciclables a los centros verdes (tal como indica la ley) no solo es sostenible desde el punto de vista ambiental, sino que representa un ahorro económico para la ciudad.
La población, altamente concentrada en el sector urbano (90 %), reporta una cobertura de recolección de RSU del 99,8 %, una tasa de disposición final en rellenos sanitarios del 64,7 % y una tasa de generación de 1,15 kg/hab/día de RSU (BID-AIDIS-OPS).

## Legislación nacional
En Argentina, el manejo de los RSU está regulado por la Ley de Presupuestos Mínimos 25.916 que establece los presupuestos mínimos para un manejo adecuado de los residuos domiciliarios, a partir de propender a una gestión integral de los mismos, propiciar su valorización y promover su minimización en la generación y disposición final. En términos generales, comprenden desechos de hogares y centros comerciales, oficinas e industrias que, dada su composición, son comparables con aquellos generados en domicilios particulares.

### Ley de Residuos Peligrosos
La Ley de Residuos Peligrosos nº 24 051 de la República Argentina fue el primer estatuto de carácter federal sobre cuestiones ambientales. Fue sancionada por el Congreso el 17 de diciembre de 1991 y promulgada por el Poder Ejecutivo el 8 de enero de 1992, dos años antes de la reforma constitucional de 1994.
Anterior a la reforma constitucional, las leyes ambientales en materia ambiental sólo regían si las provincias la aceptaban de forma voluntaria, por ello de las 24 provincias, únicamente 13 han adherido a la ley, 9 dictaron su propia legislación y 2 adhirieron y dictaminaron sus propias reglamentaciones.

## Acciones por región

### Ciudad Autónoma de Buenos Aires - CABA
Ante la demora en la implementación de la ley Basura Cero, Greenpeace Argentina inició una cibercampaña invitando a los porteños a firmar en internet su compromiso a separar en origen los residuos.

### Bahía Blanca - Provincia de Buenos Aires
En Bahía Blanca existe la iniciativa llamada Basura Cero Bahía Blanca y se propone la adopción del modelo de "basura cero" para la ciudad. En su página web se pueden encontrar las últimas noticias de la campaña. La agrupación, principalmente formada por jóvenes, dicta charlas en escuelas de la ciudad como forma de concientización en el manejo de los Residuos Sólidos Urbanos.

### Rosario - Provincia de Santa Fe
En la ciudad de Rosario, provincia de Santa Fe, en noviembre de 2008 se sancionó una ordenanza que adopta un plan de Basura Cero para la ciudad, con el objetivo de que para el año 2020 ningún residuo que sea reciclable o aprovechable sea dispuesto en rellenos sanitarios.

### Ituzaingó - Provincia de Buenos Aires
En el distrito de Ituzaingó, llamado también Jardín del Oeste, ubicado en la Zona Oeste del Gran Buenos Aires se está por implementar un proyecto de reciclaje absoluto, el cual tendrá como objetivo reciclar el 95% de la basura producida por los habitantes y comerciantes del distrito. Dejando el municipio como uno de los primeros en actualizar su tecnología y estrategia ambiental.[cita requerida]

### Viedma - Provincia de Río Negro
En la ciudad de Viedma, capital de la provincia de Río Negro, se implementó a principios de 2021 el centro de reciclado denominado GIRSU -Gestión Integral de Residuos Sólidos Urbanos- el cual consiste en un sistema de manejo de los RSU que, basado en el desarrollo sostenible, tiene como objetivo primordial la reducción de los residuos enviados a disposición final. La gestión del mismo se realiza a través del Centro Ambiental Patagónico Girsu, un Consorcio Público Intermunicipal; creado por ley para integrar regionalmente la gestión, supervisión, operación y mantenimiento de las plantas de tratamiento de residuos y del relleno sanitario, brindando solución conjunta a los municipios de Viedma, Carmen de Patagones y la Comisión de Fomento de San Javier. Se pretende que  además del reciclado, se desarrollen acciones tendientes al cuidado del planeta, el reciclado con inclusión, la promoción de buenas prácticas en la gestión de residuos desde el hogar hasta su disposición final y una fuerte integración social.